# Kimmy Shields
Kimmy Shields, née le 1er septembre 1993, est une actrice américaine. Elle est principalement connue pour jouer le rôle de Nonnie Thompson dans la série Netflix Insatiable (2018) aux côtés de l'actrice Debby Ryan.

## Filmographie

### Cinéma
- 2018 : Charlie Says : Vicki
- 2019 : Ad Astra : Sergent Romano[2]
- 2020 : Yule : The Virtual Variety Hour : Snowelle

### Télévision
- 2010 : Hogoz : Ally (2 épisodes)
- 2015 : Chasing Life : Ryan
- 2015 : The Middle : une fille errante
- 2016 : What Do You Mean You're Pregnant? : Chelsea (3 épisodes)
- 2017 : Big Little Lies : Kelly (5 épisodes)
- 2017 : Girlboss : Emmalou (3 épisodes)
- 2017 : GLOW : assistante au casting
- 2017 : The Last Ship : LTJG Kushon
- 2017 : Runaways : Gert #1 (2 épisodes)
- 2018 : Arrested Development : Lisa (2 épisodes)
- 2018-2019 : Insatiable : Nonnie Thompson (22 épisodes)
- 2019 : The Resident : Sydney Schroeder
- 2021 : 9-1-1: Lone Star : Sheila
- 2021 : Tricycles : Tabitha (2 épisodes)
- À venir : The Watchful Eye : Kimberly